# Echinopora robusta
Echinopora robusta är en korallart som beskrevs av Veron 2002. Echinopora robusta ingår i släktet Echinopora och familjen Faviidae. IUCN kategoriserar arten globalt som sårbar. Inga underarter finns listade i Catalogue of Life.